# 4697 Novara
4697 Novara este un asteroid din centura principală, descoperit pe 26 august 1986, de Henri Debehogne.